# Lądowisko Olsztyn-Szpital SP ZOZ MSW
Lądowisko Olsztyn-Szpital SP ZOZ MSW – lądowisko sanitarne w Olsztynie, w województwie warmińsko-mazurskim, położone przy Al. Wojska Polskiego 37. Przeznaczone jest do wykonywania startów i lądowań śmigłowców sanitarnych i ratowniczych w dzień i w nocy o dopuszczalnej masie startowej do 5700 kg. 
Zarządzającym lądowiskiem jest Samodzielny Publiczny Zakład Opieki Zdrowotnej MSW z Warmińsko–Mazurskim Centrum Onkologii w Olsztynie. W roku 2012 zostało wpisane do ewidencji lądowisk Urzędu Lotnictwa Cywilnego pod numerem 285.
Oficjalne otwarcie lądowiska odbyło się 27 stycznia 2014